# Keena Rothhammer
Keena Rothhammer (Santa Clara, 26 febbraio 1957) è un'ex nuotatrice statunitense.
Vinse la medaglia d'oro negli 800 m sl ai Giochi olimpici di Monaco 1972 stabilendo il nuovo record del mondo (8'53"68); nella stessa competizione la quindicenne Rothhammer conquistò il bronzo nei 200 m sl.
Dopo il trionfo a Monaco, nel 1973 nella prima edizione dei Campionati del mondo a Belgrado, la Rothhammer vinse l'oro nei 200 m sl (2'04"99) e l'argento nei 400 m sl (4'21"50), precedendo in quest'ultima gara la nostra Novella Calligaris giunta terza.

Sempre nel 1973 fu nominata Atleta nordamericana dell'anno.
Durante la sua carriera ha stabilito 2 primati del mondo, 10 primati nazionali e ha vinto 10 titoli ai Campionati statunitensi.
Nel 1991 è stata introdotta nella International Swimming Hall of Fame.